# Madonna col Bambino (Sassoferrato)
Madonna col Bambino è un dipinto a olio su tavola del Sassoferrato, databile alla metà del XVII secolo e conservato nella Pinacoteca Comunale di Cesena.
Il quadro rappresenta la Vergine Maria mentre accudisce con molta affettuosità Gesù Bambino; il tutto sopra uno sfondo scuro.